# Exoprosopa uraguayi
Exoprosopa uraguayi är en tvåvingeart som beskrevs av Macquart 1840. Exoprosopa uraguayi ingår i släktet Exoprosopa och familjen svävflugor.
Artens utbredningsområde är Uruguay. Inga underarter finns listade i Catalogue of Life.